# Lucien Gaudin
Lucien Alphonse Paul Gaudin (Arras, 1886. szeptember 27. – Párizs 17. kerülete, 1934. szeptember 23.) olimpiai és világbajnok francia tőr- és párbajtőrvívó.